# Hair (musical)
Hair (pełny tytuł Hair: The American Tribal Love-Rock Musical) – amerykański musical rockowy powstały w 1967 roku. Autorami libretta są James Rado i Gerome Ragni, muzyki Galt MacDermot. Musical osadzony jest w realiach lat sześćdziesiątych XX wieku i opisuje losy nowojorskiej komuny hippisów kontestujących wojnę wietnamską. Dzieło jest uznawane za pierwszy w historii musical rockowy, wzbudzało kontrowersje tematyką i formą (wolna miłość, rewolucja seksualna, narkotyki, nagość na scenie). Kilka utworów stało się hymnem pokoleniowym.
Prapremiera miała miejsce w październiku 1967 r. w off-off-broadwayowskim teatrze Public Theater, w kwietniu 1968 spektakl został przeniesiony na Broadway, gdzie odbyło się 1750 spektakli. Dzieło było kilkakrotnie wznawiane na samym Broadwayu, wystawiane w wielu miastach Stanów Zjednoczonych, adaptacja londyńska (na West Endzie) miała 1997 wystawień. Wielokrotnie wystawiany na całym świecie, sprzedaż soundtracku pierwszego broadwayowskiego wykonania przekroczyła 3 miliony sprzedanych egzemplarzy.
W 1979 roku Miloš Forman nakręcił adaptację filmową.

## Historia

### Koncepcja
Hair został wymyślony przez dwóch aktorów: Jamesa Rado i Gerome’a Ragni, którzy spotkali się w 1964 roku występując w spektaklu Hang Down Your Head oraz Die. Zaczęli wspólnie tworzyć tekst pod koniec 1964 roku. Główne postaci nosiły rysy autobiograficzne – flegmatyczny Claude był alter ego Rado, odpowiednikiem Ragni był ekstrawertyczny Berger. Inspirację do libretta były postaci spotykane na ulicach, znajomi – twórcy obracali się w środowisku ludzi unikających poboru do wojska, znali wielu wydalonych ze szkoły średniej za długość włosów.
Rado i Ragni pochodzili z różnych środowisk artystycznych. Rado w college’u pisał muzyczne rewie inspirowany klasycznymi broadwayowskim dziełami, potem poszedł na studia aktorskie u Lee Strasberga. Ragni był natomiast aktywnym członkiem off-off-broadwayowskiego eksperymentalnego The Open Theatre. Wprowadził Rado w nowoczesne style i metody teatru otwartego. W 1966 roku podczas pisania Hair Ragni grał w sztuce (autorstwa Megan Terry) Viet Rock, opowieści o młodych mężczyznach wmieszanych w wojnę w Wietnamie, koncepcja improwizowanych dialogów tego eksperymentalnego przedstawienia została później wykorzystana w Hair.
Rado i Ragni przedstawili swój projekt producentowi Ericowi Blau, który przez wspólnego znajomego skontaktował ich z kanadyjskim kompozytorem Galtem MacDermotem – twórcą już utytułowanym (m.in. Grammy Award w 1961), wyraźnie kontrastującym osobowością z przyszłymi współpracownikami (krótkowłosy, żonaty i mający już czworo dzieci oraz nie wiedzący nic o subkulturze hippisowskiej). Mimo to zdecydował się skomponować muzykę do rock and rollowego przedstawienia. Komponował mając dostarczane gotowe teksty libretta. Pierwsza, wstępna wersja musicalu powstała w 3 tygodnie, zawierała m.in. utwory I Got Life, Ain’t Got No, Where Do I Go.

### Nowy Jork

#### Off-off-Broadway 1967
Twórcy przedstawili musical kilku producentom z Broadwayu spotykając się z odmowami. W końcu producent Joe Papp zdecydował o wystawieniu Hair w nieukończonym jeszcze off-off-broadwayowskim Public Theater. Produkcja nie przebiegała gładko, dobór aktorów i nowoczesny materiał był niezrozumiały dla wielu pracowników. Dyrektor artystyczny, Gerald Freedman wycofał się we frustracji w ostatnim tygodniu i wrócił na prośbę producenta po katastrofalnej próbie kostiumowej.
Musical rockowy Hair miał swoją publiczną prapremierę w dniu 17 października 1967 roku i był zakontraktowany na sześć tygodni. W główne role wcielili się:
- Walker Daniels jako Claude,
- Gerome Ragni (współautor libretta) jako Berger,
- Jill O’Hara jako Sheila,
- Steve Dean jako Woof,
- Arnold Wilkerson jako Hud,
- Sally Eaton jako Jeanie,
- Shelley Plimpton jako Crissy[13]

Autorką scenografii była Ming Cho Lee, kostiumów Aldredge Theoni, choreografem Gerald Freedman. Produkcja uzyskała dość chłodne recenzje, niemniej cieszyła się powodzeniem u publiczności.
Producent i biznesmen Michael Butler (planujący kandydować do Senatu Stanów Zjednoczonych na bazie nastrojów antywojennych) po kilkukrotnym obejrzeniu spektaklu wspomógł Joe Pappa, aby można było kontynuować przedstawienie w nowym miejscu. Od 22 grudnia 1967 r. show wystawiono w dyskotece Cheetah, gdzie odbyło się 45 występów.

#### Broadway 1968

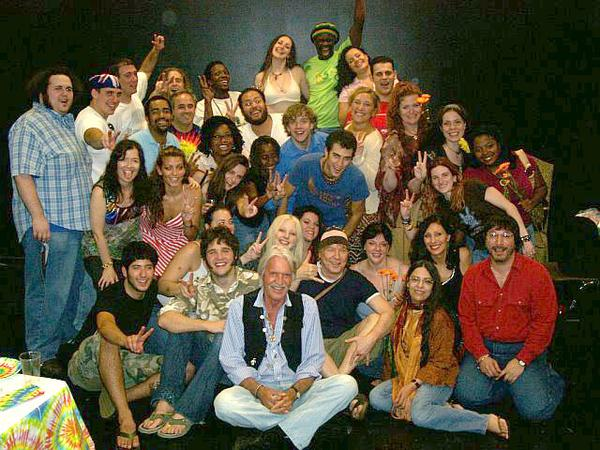
Autor James Rado i producent Michael Butler wraz z jedną z obsad Hair z 2006

Pomiędzy zamknięciem spektaklu w Cheetah w styczniu 1968 roku a jego otwarciem na Broadwayu trzy miesiące później musical przeszedł gruntowną przebudowę. Scenariusz i postaci stały się bardziej realistyczne. Claude – będący w pierwszej wersji kosmitą, chcącym zostać filmowym reżyserem – stał się człowiekiem. Dodano 13 nowych utworów, w tym finałowy hymn Let the Sun Shine In.
Do premiery na Broadwayu zatrudniono reżysera Toma O’Horgana, mającego reputację reżysera eksperymentalnego. Podczas prób wykorzystywał techniki zabawy i improwizacji, wiele z nich zostało włączone do scenariusza. Reżyser i nowa choreograf Julie Arenal skłonili aktorów do spontaniczności wprowadzając ekspansywny styl inscenizacji, nigdy wcześniej nie widziany na Broadwayu.
Z produkcji na Broadwayu wycofał się natomiast producent Papp. Początkowo wydawało się, że Butler nie będzie w stanie znaleźć właściciela teatru chcącego wystawić kontrowersyjny tekst. Butler wykorzystując powiązania polityczne i rodzinne namówił jednak właściciela Biltmore Theatre, Davida Cogana do udostępnienia desek.
Spektakl miał premierę na Broadwayu w dniu 29 kwietnia 1968 roku. Premierową obsadę stanowili:
- James Rado (autor libretta) jako Claude,
- Gerome Ragni (autor libretta) jako Berger,
- Lynn Kellogg jako Sheila,
- Steve Curry jako Woof,
- Lamont Washington jako Hud,
- Sally Eaton (powtarzająca rolę z prapremiery) jako Jeanie,
- Shelley Plimpton (powtarzająca rolę z prapremiery) jako Crissy,

W obsadzie pojawili się również m.in. Diane Keaton, Ben Vereen, w późniejszych miesiącach m.in. Keith Carradine, Barry McGuire, Meat Loaf. Produkcja była grana w sumie cztery lata, odbyło się 1750 przedstawień, ostatnie w dniu 1 lipca 1972 roku.

#### Wznowienia
Spektakl był później wielokrotnie wystawiany w Nowym Jorku.

##### XX wiek
Po raz pierwszy Hair został wznowiony w 1977 roku w ponownie w Biltmore Theatre, producentem był ponownie Butler, a reżyserem O’Horgan. Recenzje były na ogół negatywne, odbyły się tylko 43 przedstawienia. W maju 1988 z okazji 20 rocznicy premiery w sali Zgromadzenia Ogólnego ONZ odbył się uroczysty koncert charytatywny na rzecz dzieci z AIDS pod patronatem Pierwszej Damy Nancy Reagan. W obsadzie 163 aktorów z całego świata wystąpili m.in. Treat Williams i Donna Summer. W marcu 1998 na 30 rocznicę premiery spektakl wyreżyserowany przez Shawna Rozsę został wystawiony wThird Eye Repertory.

##### XXI wiek
W 2004 roku odbył się jednorazowy benefis An Actors' Fund w New Amsterdam Theater. Wystąpili m.in. Jim J. Bullock, Jennifer Hudson, Jai Rodriguez, RuPaul, Adam Pascal.
We wrześniu 2007 z okazji czterdziestolecia prapremiery wystawiono trzykrotnie wersję koncertową spektaklu (w Delacorte Theater w Central Parku). Reżyserowała Diane Paulus, choreografia Karole Armitage, w spektaklu brał udział również kompozytor Galt MacDermot grając na instrumentach klawiszowych. Przedstawienie cieszyło się ogromnym powodzeniem. Dziewięć miesięcy później, Public Theater przedstawił ponownie przedstawienie w Delacorte Theater – w ograniczonym okresie od 22 lipca 2008 r. do 14 września 2008 roku. Spektakl miał bardzo pozytywne recenzje.
Sukces przedstawienia z Central Parku skutkował powrotem musicalu na Broadway w Al Hirschfeld Theatre. Premiera miała miejsce 31 marca 2009 roku, ponownie w reżyserii i choreografii Paulus i Armitage z większością wykonawców sprzed kilku miesięcy. Opinie krytyków były pozytywne, produkcja zdobyła nagrodę Tony dla najlepszego wznowienia musicalu, już w sierpniu 2009 spektakl zwrócił zainwestowane środki.
Po przeniesieniu oryginalnej obsady do Londynu sprzedaż biletów spadła i 27 czerwca 2010 miało miejsce ostatnie, 519 przedstawienie.
Przedstawienie w tej samej reżyserii, choreografii i zbliżonej obsadzie pojawiło się ponownie na deskach, tym razem w St. James Theatre. Pomiędzy 13 lipca a 10 września 2011 odbyło się 67 przedstawień.

### Produkcje w USA

#### Wczesne
Musical dotarł na zachodnie wybrzeże USA w pół roku po premierze na Broadwayu. W Aquarius Theatre w Los Angeles przedstawienie wystawiano 2 lata, wystąpili m.in.: Rado, Ragni, Ted Neeley, Meat Loaf, Jennifer Warnes. Wkrótce w amerykańskich miastach grano dziewięć jednoczesnych produkcji Zespół twórców z Broadwayu współpracował przy przedstawieniach w Los Angeles, Chicago i San Francisco, inscenizacja broadwayowska służyła jako wzorzec dla tych i innych wczesnych produkcjach regionalnych. Występowali przeważnie lokalni aktorzy, chociaż kilku członków obsady z Broadwayu odtwarzało swoje role w innych miastach. Niektóre nowe pomysły z lokalnych przedstawień zaimplementowano z powodzeniem w Nowym Jorku (np. żywe kurczaki na scenie z przedstawienia w Los Angeles). Tak wiele równoległych produkcji przedstawienia, które nie zeszło jeszcze z afisza na Broadwayu było zjawiskiem niespotykanym. Producent Michael Butler, stwierdził, że pacyfistyczna ofensywa Hair przeciwko wojnie w Wietnamie miała wpłynąć na opinię publiczną, by zakończyć wojnę jak najszybciej.

#### Późniejsze
W listopadzie 1988 Michael Butler wyprodukował spektakl w chicagowskim Vic Theater w 20. rocznicę premiery. Produkcja została dobrze przyjęta i wystawiana do lutego 1989 roku. W latach 1990–1991 miało miejsce tournée po kraju z przystankami w Karolinie Południowej, Georgii, Tennessee i Kentucky . Rado reżyserował tournée po USA w 1994. W 1996 Butler wystawił miesięczną produkcję w Pacific Musical Theater w Chicago wspierając narodowy konwent Partii Demokratycznej. W roku 2001 w Wadsworth Theatre (w Los Angeles) wystawiono spektakl (m.in. z udziałem Stevena Webera), w tym samym roku w ramach cyklu Encores!, Great American Musicals in Concert przedstawienie w centrum Los Angeles zamknęło sezon 2001 z udziałem m.in. Luthera Creeka, Idiny Menzel, Jessiki-Snow Wilson z kompozytorem Galtem MacDermotem grającym na instrumentach klawiszowych. Butler był producentem również w MET Theatre w Los Angeles, spektakl (w reżyserii i choreografii Bo Crowell) grano pomiędzy 14 września a 30 grudnia 2007 roku – zdobył on m.in. nagrodę LA Weekly Award.
W dniu 21 października 2010 roku rozpoczęło się kolejne krajowe tournée' które dostało pozytywne recenzje, w 2011 zakotwiczyło na 2 miesiące na Broadwayu (St. James Theatre – patrz wyżej), następnie było kontynuowane do 29 stycznia 2012.
Na rok 2014 zaplanowano kolejne tournée składające się z 38 przedstawień.

### West End

#### Premiera 1968
Spektakl miał premierę na West Endzie w dniu 27 września 1968 w Shaftesbury Theatre z udziałem tych samych twórców, którzy tworzyli broadwayowską produkcję. W obsadzie znaleźli się m.in. Sonja Kristina, Melba Moore, Elaine Paige, Marsha Hunt, Alex Harvey, Oliver Tobias, Richard O’Brien i Tim Curry (był to jego debiut teatralny). Ilość przedstawień w Londynie przekroczyła broadwayowską, w sumie miało miejsce 1997 występów, a do zamknięcia przyczyniło się zawalenie dachu teatru w lipcu 1973.
Hair faktycznie wyznaczył koniec cenzury teatralnej w Wielkiej Brytanii, premierę opóźniono do dnia, w którym przestała obowiązywać. Cenzor, Lord szambelan (Charles Maclean) pierwotnie odmówił musicalowi licencji, parlament pozbawił go tego prawa w roku 1968.

#### Wznowienia
W roku 1993 nastąpiło wznowienie w teatrze Old Vic w reżyserii Michaela Bogdanowa. Produkcja była wierna z oryginałem, lecz nie przyjęła się. Krytycy komentowali, że „dzieci Thatcher” nie czują ducha hippisowskiego.
W 2005 roku w Gate Theatre powstała adaptacja w reżyserii Daniela Kramera. Za zgodą Jamesa Rado uwspółcześniono kontekst – wojna w Iraku zamiast w Wietnamie, sceny nagości nawiązywały do upokarzania więźniów w Abu Ghurajb.
Broadwayowska produkcja z 2009 została w 2010 roku przeniesiona do Gielgud Theatre na West Endzie. Premiera odbyła się 14 kwietnia, producentami byli: Public Theatre i Brytyjczyk Cameron Mackintosh. Wystąpiła prawie cała obsada z Nowego Jorku, spektakl został zamknięty w dniu 4 września 2010 roku. Produkcja otrzymała w większości entuzjastyczne recenzje.

### Produkcje międzynarodowe

#### Wczesne
Wprowadzeniem musicalu na sceny zagraniczne zajął się Bertrand Castelli, producent wykonawczy premiery na Broadwayu, mający kontakty w kręgach paryskiej sztuki. Castelli zadecydował, aby spektakl był wystawiany w lokalnym języku każdego kraju. Oryginalny scenariusz był dokładnie przetłumaczony, lecz zawierał różne lokalne odniesienia (nazwy ulic, lokalni politycy i celebryci).
Pierwsza niemiecka produkcja (w reżyserii Castelliego) odbyła się już 1968 roku w Monachium, w obsadzie byli m.in. Donna Summer, Liz Mitchell i Donna Wyant. Paryska premiera Hair miała miejsce 1 czerwca 1969 roku, w Sydney kilka dni później (6 czerwca 1969) – w reżyserii Jima Sharmana, z Keithem Glassem, Regiem Livermore, Johnem Watersem i Sharon Redd w obsadzie. Produkcja pobiła lokalne rekordy kasowe i była grana przez dwa lata, ze względu na słownictwo została zakazana w Queensland i Nowej Zelandii. Spektakl został przeniesiony do Melbourne w 1971 roku i następnie odbyła się trasa krajowa. Również w 1969 miała miejsce premiera brazylijska, w której debiutowała m.in. Sonia Braga.
Godną uwagi produkcją była pierwsza produkcja Hair w kraju komunistycznym. Jugosłowiańska inscenizacja (w Belgradzie) z 1969 w reżyserii Miry Trailović zawierająca odniesienia do Mao Zedonga i Albanii, była jedną z ulubionych przez twórców i cieszyła się poparciem władz.
W 1970 roku Hair był już ogromnym sukcesem finansowym, dziewiętnaście produkcji wystawiono poza USA – oprócz wymienionych powyżej miały miejsce w: Skandynawii, Ameryce Południowej, Włoszech, Izraela, Japonii, Kanadzie, Holandii, Szwajcarii i Austrii. Wszystkie przynosiły dochód w wysokości 1 miliona dolarów co dziesięć dni, plus tantiemy z nagrań ścieżki dźwiękowej – co spowodowało, że Hair był najbardziej dochodowym przedsięwzięciem muzycznym, jakie kiedykolwiek napisano do tej pory na Broadwayu.

#### Późniejsze
Kanadyjska produkcja z Montrealu w 1985 była siedemdziesiątą profesjonalną od chwili prapremiery. W latach 1990–1993 objazdowa produkcja podróżowała po całej Europie, po upadku muru berlińskiego spektakl dotarł po raz pierwszy m.in. do Libanu, Republiki Czeskiej. Spektakl wystawiono również po raz pierwszy w RPA po upadku apartheidu. W 1996 roku musical wystawiono w ogarniętym wojną Sarajewie, w 1999 Michael Butler wystawił musical w Rosji (w moskiewskim parku Gorkiego). Premiera wywołała podobną reakcję społeczną, jaką oryginał zrobił 30 lat wcześniej – w kontekście ówczesnych walk w Czeczenii. W 2003 roku jedynymi miejscami, gdzie nie wystawiono Hair były: Chiny, Indie, Wietnam, Arktyka i Antarktyda oraz większość krajów afrykańskich.
W marcu 2006 Rado współpracował przy wystawieniu spektaklu w Toronto, w 2007 ponownie wystawiono go w RPA (w Montecasino Theatre w Johannesburgu oraz w Theatre on the Bay w Kapsztadzie). W marcu 2010 dzieło wystawiono w Old San Juan w Puerto Rico (w reżyserii Yinoelle Colón).
Ze względu na temat pacyfistyczny musical nadal jest popularnym wyborem dla liceum i w produkcjach uniwersyteckich, głównie w USA.

### Produkcje polskie
Po 1989 spektakl był wystawiany kilkukrotnie w Polsce.

#### Gdynia
Polska prapremiera Hair odbyła się 16 października 1999 w teatrze muzycznym w Gdyni. Reżyserował Wojciech Kościelniak, w obsadzie występowali m.in:
- Cezary Studniak jako Berger,
- Jakub Szydłowski jako Claude,
- Katarzyna Jamróz jako Sheila,
- Marta Smuk jako Dionne,
- Michał Norkowski jako Woof,
- Ugwu Lary Okay jako Hud[70]

Data ostatniego spektaklu nie jest znana.

#### Wrocław
Premiera Hair we wrocławskim teatrze muzycznym „Capitol” odbyła się 24 stycznia 2010. Reżyserował Konrad Imiela, który również tłumaczył (z Agnieszką Imielą) libretto. W rolach głównych wystąpili:
- Bartosz Picher jako Berger,
- Adrian Kąca jako Claude,
- Justyna Antoniak jako Sheila,
- Emose Uhunmwangho jako Dionne,
- Łukasz Wójcik jako Woof,
- Mikołaj Woubishet jako Hud,

Spektakl pozostaje nadal w repertuarze.

#### Gliwice
Premiera Hair w Teatrze Miejskim w Gliwicach odbyła się 22 maja 2010 w reżyserii Wojciecha Kościelniaka, libretto tłumaczył Jacek Mikołajczyk. Ostatni spektakl miał miejsce 20 października 2012.. Główne role w sztuce zagrali:
- Andrzej Skorupa jako Claude,
- Łukasz Szczepanik jako Berger,
- Oksana Pryjmak jako Sheila,
- Aleksandra Adamska jako Jeanie.

#### Warszawa
Premiera Hair w warszawskim Teatrze Muzycznym Proscenium odbędzie się 25 kwietnia 2025 w stołecznej Scenie Relax. Za reżyserię odpowiada Antoniusz Dietzius, który przetłumaczył libretto razem z Pauliną Skowrońską. W spektaklu wystąpią:
- Mateusz Tomaszewski jako George Berger,
- Angelika Karolina Kurowska jako Sheila Franklin,
- Michał Talar jako Cleude Hooper Bukowski,
- Mateusz Otłowski i Marta Rodziejczak jako starsi,
- Wiktor Bałtaki, Emilia Batko, Liudmyla-Aisata Bolli, Jakub Boros, Anna Fijałkowska, Daniel Hutor, Weronika Jeleśniański, Dominika Kozak, Antoni Łuczak, Karolina Łykowska, Natalia Podsiadła, Dominika Sobol, Bartłomiej Szrubarek, Karina Szurek i Rafał Tomaka jako członkowie plemienia.

## Streszczenie fabuły
Poniższe podsumowanie fabuły opiera się na scenariuszu premierowego spektaklu z Broadwayu (1968). Skrypt ulegał bowiem znaczącym modyfikacjom w kolejnych produkcjach.

### Akt I
Claude, nieformalny lider „komuny” siedzi na scenie, pozostali jej członkowie mieszają się z publicznością. Sheila(studentka) i Berger, lekkoduch ukradkiem odcinają Claude’owi kosmyk włosów i palą go. „Plemię” zaczyna powoli docierać w ekstatycznym tańcu (Aquarius), Berger zdejmuje spodnie, aby odsłonić przepaskę na biodrach. Przedstawia się jako „psychodeliczny miś” i oznajmia że szuka swej kobiety (Donna).
Plemię recytuje następnie listę legalnych i nielegalnych narkotyków (Hashish). Łagodny Woof zachwala wolne praktyki seksualne (Sodomy), czarnoskóry wojowniczy Hud ogłasza się „Prezydentem Stanów Zjednoczonych miłości” (Colored Spade). Claude z fałszywym angielskim akcentem stwierdza, że jest „najpiękniejszym zwierzakiem w lesie” (Manchester, England). Hud, Woof i Berger stwierdzają jakiego są koloru (I’m Black), Grupa recytuje listę rzeczy, których nie posiada (Ain’t Got No). Czterej ciemnoskórzy recytują nazwy znaków drogowych w symbolicznej sekwencji (Dead End).
Sheila ponownie wchodzi na scenę (I Believe in Love) śpiewając protest song. Grupa powtarza motyw muzyczny (Ain’t Got No „Grass”). Jeanie, ekscentryczna młoda kobieta będąca w ciąży, pojawia się w masce gazowej, śpiewając o zanieczyszczeniu środowiska (Air). Chciałaby, aby było to dziecko Claude’a (ponieważ go kocha), lecz nie wie tego – bo było poczęte podczas narkotycznej orgii.
"Plemię” następnie recytuje absurdalną wyliczankę trzyliterowych angielskich skrótowców (LBJ – Lyndon B. Johnson, FBI, CIA, LSD(Initials). Claude intonuje pieśń podkreślającą żywotność grupy (I Got Life). Berger rozdaje wyimaginowane tabletki członkom plemienia, wmawiając im, że po ich zażyciu staną się tak genialni jak prezydent, czy papież jednocześnie relacjonuje, jak został wydalony ze szkoły średniej (Goin' Down). Claude wraca z komisji poborowej, gdzie dostał kartę poboru. Pali ją, lecz Berger odkrywa, że była to tylko karta biblioteczna. Dwóch członków grupy przebranych za turystów pyta pozostałych, dlaczego mają takie długie włosy. W odpowiedzi, Claude i Berger wyjaśnia ich znaczenie (Hair) i filozofię z nimi związaną – robić, co chcesz, tak długo, jak to nie zaszkodzi nikomu (My Conviction).
Sheila daje Bergerowi żółtą koszulkę, którą on natychmiast rozrywa na dwie części. Rozżalona Sheila wyraża swój żal, że Berger zdaje się dbać bardziej o uczucia grupy niż jej (Easy to be Hard). Berger, Woof i inni składają satyryczny hołd amerykańskiej fladze (Don't Put It Down). Młoda i niewinna Crissy opisuje swojego wymarzonego chłopca (Frank Mills), natomiast plemię rozpoczyna hippisowski happening w rytmie Hare Kryszna (Be-In). Mężczyźni, członkowie plemienia palą swoje karty powołania. Claude wkłada też swoją kartę do ognia, lecz zmienia zdanie i wyjmuje ją. Pyta filozoficznie: „gdzie jest to coś, co mówi mi dlaczego żyć i umrzeć?” (Where Do I Go). Plemię wyłania się z ciemności, nago śpiewa „kwiaty, korale, wolność, szczęście”.

### Akt II

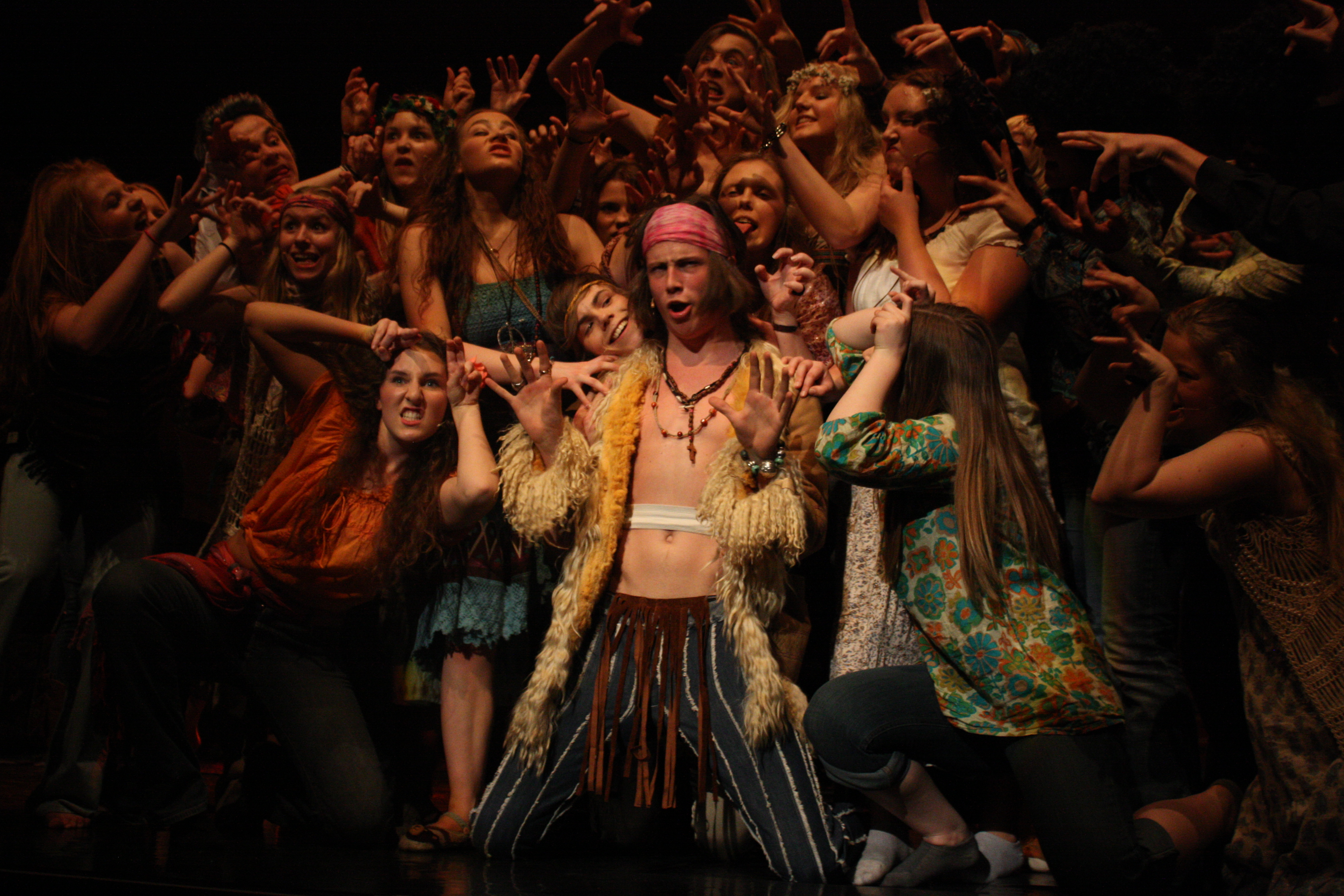
Scena zbiorowa

Czterech członków plemienia odczuwa w transie Electric Blues. Claude wraca z komisji poborowej, a pozostali członkowie odtwarzają wyimaginowaną rozmowę rekrutacyjną komentując: biali wysyłają czarnych do walki z żółtymi, by bronić ziemi skradzionej czerwonym. Trzy białe członkinie plemienia opowiadają, dlaczego lubią ciemnoskórych (Black Boys), w odpowiedzi trzy ciemnoskóre zachwalają białych chłopców (White Boys).
Berger daje Claude’owi jointa halucynogennego, Claude dostaje wizje – najpierw podróży w kosmosie (Walking in Space), później ląduje w wietnamskiej dżungli, gdzie Berger jako George Washington walczy z Indianami, w potyczkę są zaangażowani również Ulysses S. Grant, Abraham Lincoln, John Wilkes Booth, Calvin Coolidge, Clark Gable, Scarlett O’Hara, Aretha Franklin, George Custer (Yes, I's Finished/Abie Baby). Oniryczna wizja jest kontynuowana, mnisi buddyjscy są duszeni przez zakonnice katolickie, zakonnice zastrzelone przez astronautów, astronauci zakłuci przez Chińczyków nożami, Chińczycy zabici przez Indian tomahawkami, Indianie zastrzeleni przez komandosów, którzy zabijają się nawzajem. Po chwili wszyscy „zmartwychwstają” i bawią się jak dzieci (Three-Five-Zero-Zero). Zabawa przeradza się w przemoc, wszyscy padają martwi ponownie. Na koniec sekwencji duet ocalałych śpiewa ponad trupami (cytując Szekspira) o szlachetności człowieka (What A Piece of Work Is Man).
Po „odlocie” Claude stwierdza, że chce być niewidzialny. Grupa patrzy na księżyc, Sheila odczuwa ulotność chwili (Good Morning Starshine). Plemię składa hołd starym materacom (The Bed). Rozpoczyna się burza śnieżna, Claude zostawiony sam ze swoimi wątpliwościami znika w mroku. Plemię, zakutane w pledy zaczyna śpiewać protest song (Aquarius – reprise), potem zauważa zniknięcie Claude’a. Claude (jako niewidzialny duch) wchodzi ubrany w wojskowy mundur z krótkimi włosami oznajmiając „dostali mnie” (Manchester England – Reprise)
Duch Claude’a i pozostali zaczynają śpiewać gorzki w wymowie protest song The Fresh Failures (The Flesh Failures (Let the Sunshine In)), Sheila i Dionne zmieniają wymowę pieśni na optymistyczną „Wpuśćcie światło słoneczne” – Let the Sunshine In. Powoli odchodząc zostawiają ciało Claude’a leżące na czarnej tkaninie.
Podczas bisu plemię zwykle powraca z utworem Let the Sunshine In wchodząc na widownię i wciągając publiczność na scenę do tańca.

## Lista utworów
Akt I
- Aquarius – Plemię i solistka
- Donna – Berger i Plemię
- Hashish – Plemię
- Sodomy – Woof i Plemię
- I’m Black/Colored Spade – Hud, Woof, Berger, Claude i Plemię
- Manchester England – Claude i Plemię
- Ain’t Got No – Woof, Hud, Dionne i Plemię
- I Believe in Love – Sheila i trio
- Air – Jeanie, Crissy i Dionne
- Initials (L.B.J.) – Plemię
- I Got Life – Claude i Plemię
- Going Down – Berger i Plemię
- Hair – Claude, Berger i Plemię
- My Conviction – turystka
- Easy to be Hard – Sheila
- Don't Put It Down – Berger, Woof i mężczyźni z Plemienia
- Frank Mills – Crissy
- Be-In (Hare Krishna) – Plemię
- Where Do I Go? – Claude i Plemię

Akt II
- Electric Blues – Plemię (kwartet)
- Black Boys – Plemię (sekstet – trzech mężczyzn, trzy kobiety)
- White Boys – trzy ciemnoskóre kobiety
- Walking in Space – Plemię
- Yes, I's Finished/Abie Baby – Hud i dwóch mężczyzn
- Three-Five-Zero-Zero – Plemię
- What a Piece of Work Is Man – duet
- Good Morning Starshine – Sheila i Plemię
- The Bed – Plemię
- Aquarius (reprise) – Plemię
- Manchester England (Reprise) – Claude i Plemię
- Eyes Look Your Last – Claude i Plemię
- The Flesh Failures (Let the Sunshine In) – Claude, Sheila, Dionne i Plemię

Liczba utworów podlegała ciągłej zmianie. Powyższa lista odzwierciedla najbardziej typowe utwory z broadwayowskich wznowień.
- Trzynaście utworów dodano w 1968 pomiędzy prapremierą off-off-Broadway a premierą na Broadwayu, w tym I Believe in Love,[75]
- utwory The Climax i Dead End, Exanaplanetooch, You Are Standing on My Bed obecne w prapremierze zostały usunięte przed premierą na Broadwayu,
- What a Piece of Work Is Man jak również Hashish były pierwotnie recytowane, dokomponowano do nich muzykę[75],
- utwory Hello There, Dead End i Hippie Life (które miały się znaleźć w ekranizacji z 1979 roku) zostały dodane do kilku europejskich inscenizacj z lat 90 XX wieku[76],

- ostatnie wznowienie z Broadwayu zawierało 2 krótkie utwory Sheila Franklin i O Great God of Power – dwa utwory usunięte z oryginalnej broadwayowskiej produkcji[77].

## Główne motywy dzieła

### Filozofia
Musical przedstawia filozofię hippisów z lat 1960, którzy protestowali przeciwko Złu w Ameryce: rasizmowi, zniszczeniu środowiska, ubóstwu, seksizmowi, przemocy w domu, wojnie w Wietnamie, korupcji w polityce. Wbrew poglądowej opinii, hippisi czuli szacunek dla Ameryki wierząc, że są prawdziwymi patriotami, jedynymi, którzy autentycznie chcą uratować kraj i uczynić go lepszym. Długie włosy nie były tylko symbolem buntu, ale także nowych możliwości, odrzucenia dyskryminacji i schematycznych wzorców płciowych – równość między mężczyznami i kobietami. W stroju dżinsy, koszule robocze były odrzuceniem materializmu. Odzież z innych kultur, zwłaszcza Trzeciego Świata, Indian, reprezentowała ich świadomość globalnej społeczności i odrzucenie amerykańskiego imperializmu i egoizmu. Proste bawełniane stroje oraz inne naturalne tkaniny były odrzuceniem syntetyków, ekologicznym powrotem do naturalnych rzeczy. Niektórzy hippisi nosili stare mundury z II wojny światowej dokooptowując symbole wojny do filozofii niestosowania przemocy.

### Rasa i plemię
Po raz pierwszy od kilkudziesięciu lat (po Porgy and Bess z 1935) musical broadwayowski poruszył problem integracji rasowej. Jedna trzecia postaci była Afroamerykanami, przy czym (z wyjątkiem sarkastycznych przerysowań) czarnoskórzy członkowie plemienia są równi pozostałym nie odgrywając tradycyjnych w branży rozrywkowej ról czarnoskórych – niewolników lub służących. Spektakl był ogromną szansą dla czarnoskórych aktorów w historii show-businessu w USA.
Kilka utworów wprost nawiązuje do krytyki podziałów rasowych. Colored Spade to wyliczanka obraźliwych określeń amerykańskich Murzynów (jungle bunny... little black sambo), Dead End opisuje czarną frustrację i alienację. Natomiast utwór Black Boys/White Boys jest już zachętą do krzyżowania się ras, zaledwie w kilka miesięcy po wyroku Sądu Najwyższego znoszącego segregację rasową.
Libretto zawiera również odniesienia do Indian, pierwotnych mieszkańców Ameryki Północnej. Postać zbiorowa spektaklu, chór jest zdefiniowany konsekwentnie jako „Plemię” (Tribe), słowo zapożyczone z nomenklatury etnograficznej. Obsada każdej produkcji była zachęcana do łamania barier pomiędzy sobą aby tworzyć prawdziwą wspólnotę. Aby wydobyć te uczucia reżyser O’Horgan przeprowadził z premierową obsadą intensywny trening emocjonalny oparty na zaufaniu, słuchaniu, kontakcie fizycznym łamiąc podział również między obsadą a ekipą techniczną, wykorzystywał w tym celu również polskie doświadczenia z Teatru Laboratorium.

### Nagość
Naga scena na zakończenie Aktu I już od premiery była istotnym powodem kontrowersji i rozgłosu dzieła. Nagość była istotnym elementem kultury hippisowskiej – odrzuceniem zarówno seksualnej represji rodziców jak i demonstracją naturalizmu, duchowości, otwartości, uczciwości i wolności. Postrzegli swoje ciała jako dar, a nie rzecz nieczystą.
Naga scena była zainspirowana autentycznym obnażeniem się przez dwóch mężczyzn, którzy zdjęli ubrania by antagonizować policję podczas nieformalnego spotkania antywojennego w Central Parku). Pojawiła się dopiero w spektaklu broadwayowskim w Biltmore Theatre. 
Scena była pokryta gigantycznym welonem, pod którym decydujący się na udział w scenie zdejmowali ubrania. Stali około 20 sekund w słabym oświetleniu nadzy i nieruchomi, oświetleni projektorem rzucającym na ich ciała kwiatowy wzór. Szczegóły anatomii były w zasadzie niewidoczne, scena była jednak zagrożona cenzurą powodując w niektórych miejscach gwałtowne reakcje.
Nagość była zawsze opcją dla wykonawców. Przedstawienie francuskie było najbardziej nagie z wszystkich zagranicznych, natomiast dla obsady z West Endu była trudna do osiągnięcia, podobnie jak dla szwedzkiej. Natomiast podczas spektaklu w Kopenhadze nagość dodano nawet w scenach początkowych przy pojawianiu się artystów na scenie. We wczesnych niemieckich spektaklach scenę zagrano za dużym arkuszem z napisem „ocenzurowane”. Jeden z twórców (i zarazem aktor) Rado powiedział:

Będąc nagim przed publicznością, obnażasz swoją duszę. Odsłaniasz nie tylko duszę, ale całe ciało. To było bardzo celowe, uczciwe i konieczne

### Wolność seksualna i narkotyki
Hair gloryfikuje wolność seksualną na wiele sposobów. W utworze Sodomy Woof zachęca wszystkich, by przyłączyli się do „świętej orgii Kamasutry”, pożąda Micka Jaggera. Pod koniec drugiego aktu członkowie plemienia odkrywają swoje preferencje seksualne licytując się, kto z kim będzie spać tej nocy. Pokazano również scenę potrójnego pocałunku między Claude’em, Bergerem i Sheilą.
W scenariuszu zawarto również wiele informacji o nielegalnych narkotykach. Już jeden z początkowych utworów, Hashish przytacza listę legalnych i nielegalnych środków halucynogennych (kokaina, alkohol, LSD, opium, torazyna). Duża część II Aktu (4 kolejne utwory) to rojenia narkotyczne Claude’a. Generalnie plemię preferuje narkotyki „poszerzające świadomość” (LSD, marihuana) unikając antydepresantów oraz speedu, czy metadryny.

## Aspekty formalne dzieła

### Konstrukcja utworu
Hair zaczerpnął twórczo ze spektaklu Viet Rock, w którym występowali uprzednio obaj twórcy libretta. Zainspirował ich ciąg scen niekoniecznie powiązanych ze sobą chronologicznie, wykorzystanie aktorów odgrywających wiele ról w czasie tego samego przedstawienia. Hair został zatem zaprojektowany w podobny sposób. Tom O’Horgan, reżyser premiery na Broadwayu, był wcześniej zaangażowany w eksperymentalny ruch teatralny, toteż przy współpracy z autorami zwiększył ilość eksperymentalnych aspektów widowiska. Aktorzy odgrywają kilka równych ról w spektaklu, czasem nawet zmieniają je kilkakrotnie (jak w psychodelicznej podróży Claude w akcie 2) w tej samej scenie.
Spektakl likwiduje również niewidzialną czwartą ścianę do interakcji z publicznością. Rozpoczynając spektakl aktorzy pojawiają się z widowni, podobnie na zakończenie mieszają się z widzami zapraszając ich na scenę.

### Scenografia
Brak czwartej ściany był widoczny również w oryginalnej broadwayowskiej produkcji, scena była całkowicie otwarta, bez kurtyny i mechanizmów. Proscenium skonstruowano z rusztowań, na które wspinali się wykonawcy. Elementy dekoracji pomalowano na szaro i ozdobiono graffiti, scenę zdobiły figury z papier-mâché, stare neony, totemy i rupiecie zebrane z ulic Nowego Jorku. Kostiumy były oparte na odzieży hippisowskiej, lecz dla celów scenicznych barwniejsze i o większej teksturze. Wykorzystano różne mundury, dżinsy dzwony z haftem ukraińskim, T-shirty, długie płaszcze z frędzlami. Wczesne produkcje z lat siedemdziesiątych były przede wszystkim reprodukcją tego projektu.

### Muzyka
Kompozytor MacDermot miał okazję poznać na uniwersytecie w Kapsztadzie muzykę Bantu,toteż włączył do muzyki rytmy afrykańskie (zwane quaylas) – z charakterystycznym rytmem, zbliżonym do rockowego, z nieoczekiwanym akcentem w poszczególnych taktach. Słychać je m.in. w utworach What a Piece of Work Is Man” i Ain’t Got No Grass. Wyraźnie słyszalne są również motywy funkowe w utworach Colored Spade i Walking in Space. Założeniem MacDermota było, by utwory nie były takie same i miały różne style muzyczne, toteż w kompozycjach słychać również: rockabilly w Don't Put it Down, folk rock we Frank Mills oraz What a Piece of Work is Man, rhythm and blues w Easy to be Hard oraz hymny protest rockowe Ain’t Got No i The Flesh Failures. Acid rockowe Walking in Space i Aquarius są zrównoważone popowym Good Morning Starshine.
Większość ludzi z branży teatralnej nie dostrzegało jednak w muzyce Hair nic więcej, niż hałas – co miało przełożenie m.in. na zignorowanie dzieła podczas przyznawania nagród Tony. Leonard Bernstein określił utwory jako „kwity do pralni” i wyszedł ze spektaklu, Richard Rodgers usłyszał w muzyce tylko rytm, John Lennon uznał dzieło za nudne. Niektórzy krytycy podkreślali jednak, że po raz pierwszy od wielu lat na Broadwayu słychać autentyczną muzykę dnia dzisiejszego, a nie przedwczorajszego.

## Kontrowersje prawne
Musical wystawiony po raz pierwszy wzbudził ogromne kontrowersje. Zarzuty dotyczyły:
- nagości w scenie finałowej I aktu[82]
- zbezczeszczenia flagi amerykańskiej[97]
- stosowania obscenicznego języka[6].

W połączeniu z antywojenną wymową spektakl (zwłaszcza w początkowych latach) przyciągał groźby i generował akty przemocy oraz wywołał działania prawne oponentów. Dotyczy to zwłaszcza przedstawień objazdowych po amerykańskiej prowincji:
- w South Bend Morris Civic Auditorium odmówiło rezerwacji[98],
- w Evansville, przedstawienie pikietowały grupy baptystów[99],
- w Indianapolis władze miasta sugerowały odzianie aktorów w rajstopy do nagich scen[98],
- w Gladewater i w kilku innych miastach zamknięto teatr pod pretekstem złego zabezpieczenia przeciwpożarowego[100],

Dwie sprawy znalazły swój finał dopiero w Sądzie Najwyższym USA. Dotyczy to:
- odmowy wystawienia w 1972 roku w Chattanooga w należącym do miasta Memorial Auditorium[101][102] Sąd uznał zakaz za bezprawną cenzurę prewencyjną[103]

- w 1970 w Bostonie prokurator okręgowy wszczął kroki w celu zatrzymania pokaz oskarżając o „sprośność i lubieżność” oraz „znieważanie flagi amerykańskiej”[104]. Dnia 10 kwietnia 1970 produkcja została zamknięta. Po przejściu przez parę szczebli procedury sądowej Sąd Najwyższy podtrzymał decyzję sądu niższej instancji, zezwalając na ponowne otwarcie w dniu 22 maja 1970.[105]

W 1969 w Acapulco (w Meksyku) odbyło się tylko jedno przedstawienie, rząd uznał, że produkcja jest szkodliwa dla moralności młodzieży, obsada została aresztowana i deportowana 2 dni później.
Dochodziło również do aktów przemocy.
- w czerwcu 1969 roku premiera australijska została zakłócona przez fałszywy zamach bombowy[109]

- w kwietniu 1971 roku rzucono bombę na zewnątrz teatru w Cleveland, która zniszczyła mury budynku i witryny[110]
- w tym samym miesiącu, również w Cleveland aktor Jonathon Johnson i menedżer Rusty Carlson zginęli w pożarze hotelu w którym nocowała obsada[111] – podejrzewano podpalenie.

## Nagrody
Spektakl został zgłoszony w 1968 do nagrody Tony, jednak z powodu kruczków formalnoprawnych (zbyt późna premiera, skrócenie terminu granicznego) nie został dopuszczony do rywalizacji. Producenci podali nawet do sądu New York Theatre League, ale nie byli w stanie zmusić zarządców nagrody do ponownego rozpatrzenia kandydatury. Hair zostało zatem nominowane dopiero w 1969 roku w kategoriach: najlepszy musical i najlepszy reżyser musicalu – ale przegrał z roku w obu kategoriach.
Dzieło doceniono dopiero w 2009 roku. Wznowienie Hair zdobyło nagrodę Tony (jedno zwycięstwo na osiem nominacji) oraz Drama Desk Award (jedno zwycięstwo na sześć nominacji) – obie nagrody w kategorii best revival – najlepsza powracająca produkcja.

## Adaptacja filmowa
Wersja filmowa, ze scenariuszem Michaela Wellera, została wyreżyserowana przez czechosłowackiego emigranta Miloša Formana w 1979 roku. Filmowana głównie w nowojorskim Central Parku oraz Washington Square Parku.
W rolach głównych wystąpili:
- John Savage jako Claude,
- Treat Williams jako Berger,
- Beverly D’Angelo jako Sheila,
- Don Dacus jako Woof
- Dorsey Wright jako Hud,
- Annie Golden jako Jeanie

Kilka piosenek zostało usunięte, a fabuła filmu odbiega znacznie od musicalowej. Podstawowe różnice to:
- Claude jest prowincjuszem, poborowym z Oklahomy, który przybywa do Nowego Jorku, aby wstąpić do armii,
- Sheila jest damą z wyższych sfer, w której zakochuje się Claude
- Berger zastępuje przypadkiem Claude’a w chwili wylotu do Wietnamu, gdzie następnie ginie[118]

Twórcy: Rado i Ragni nie byli zadowoleni z filmu, uważając że Forman przedstawił hipisów jako ekscentryków bez odwołania do ruchu pokojowego i nie uchwycił esencji oryginalnej produkcji scenicznej. Film otrzymał jednak ogólnie pochlebne recenzje.

## Nagrania muzyczne
Zapis dźwiękowy prapremierowej produkcji z Off-Broadwayu Hair (Original Off-Broadway Cast Recording) został wydany przez RCA na płycie w dwa tygodnie po premierze w roku 1967. W roku 1968 wydano Hair (Original Broadway Cast Recording) płyta zdobyła w 1968 roku Grammy Award i sprzedała się w 3 milionach kopii.
Pod koniec 1969, już po premierze broadwayowskiej RCA wydało także płytę DisinHAIRited (RCA LSO-1163). Album zawierał utwory, które:
- były pierwotnie napisane do prapremiery, lecz zostały z niej z braku czasu w spektaklu usunięte,
- występowały w przedstawieniu offbroadwayowskim, lecz nie zmieściły się na płycie,
- zostały wyeliminowane ze spektaklu między prapremierą offbroadwayowską a premiera broadwayowską[75]

Płyta zawierała utwory:
- One Thousand-Year-Old Man
- So Sing the Children of the Avenue
- Manhattan Beggar
- Sheila Franklin/Reading the Writing
- Washing the World
- Exanaplanetooch
- Hello There
- Mr. Berger
- I’m Hung
- The Climax

- Electric Blues
- I Dig
- Going Down
- You Are Standing on My Bed
- The Bed
- Mess O' Dirt
- Dead End
- Oh Great God of Power
- Eyes Look Your Last/Sentimental Ending

W latach siedemdziesiątych produkcje: angielska, niemiecka, francuska. szwedzka, japońska, izraelska, holenderska i australijska wydały albumy z obsadą. Nie ma do tej pory zapisu polskiego. W roku 2009 soundtrack ze wznowienia na Broadwayu zadebiutował na 1. miejscu w Billboard's „Top Cast Album”.
W musicalu rozpoczynali swoje kariery m.in. tacy wykonawcy jak:
- Meat Loaf,
- Jennifer Warnes,
- Jobriath,
- Bert Sommer,
- Ronnie Dyson,
- Donna Summer,
- Melba Moore.

Utwory ze spektaklu odniosły również znaczące sukcesy w innych wykonaniach:
- The 5th Dimension wydał w 1969 Aquarius/Let the Sunshine In, który zdobył nagrodęGrammy Record of the Year in 1970[124] pozostając 6 tygodni na szczycie list przebojów
- The Cowsills nagrał piosenkę Hair docierając do 2 miejsca na Billboard Hot 100[125],
- Oliver z Good Morning Starshine dotarł do miejsca trzeciego[126],
- Three Dog Night z Easy to Be Hard do czwartego miejsca tej listy[127]

W roku 1968 Nina Simone z utworem Ain’t Got No / I Got Life dotarła do 5 miejsca na brytyjskich listach przebojów. Według ASCAPAquarius w USA był w 1970 roku najczęściej granym utworem w telewizji i radio.
Covery zostały nagrane przez wielu znaczących artystów, wśród nich byli m.in.:
- Shirley Bassey,
- Barbra Streisand,
- Diana Ross[131],
- Bob McGrath[132],
- Sarah Brightman,
- Petula Clark,
- Liza Minnelli,
- The Lemonheads[133],
- Jennifer Warnes,
- Sérgio Mendes,

W sumie nagrano ponad 1000 wykonań instrumentalnych lub wokalnych utworów z Hair.